# 비키 루엥고
비키 루엥고(Vicky Luengo, 1990년 4월 7일 ~ )는 스페인의 배우이다.